# Otto Ottbert

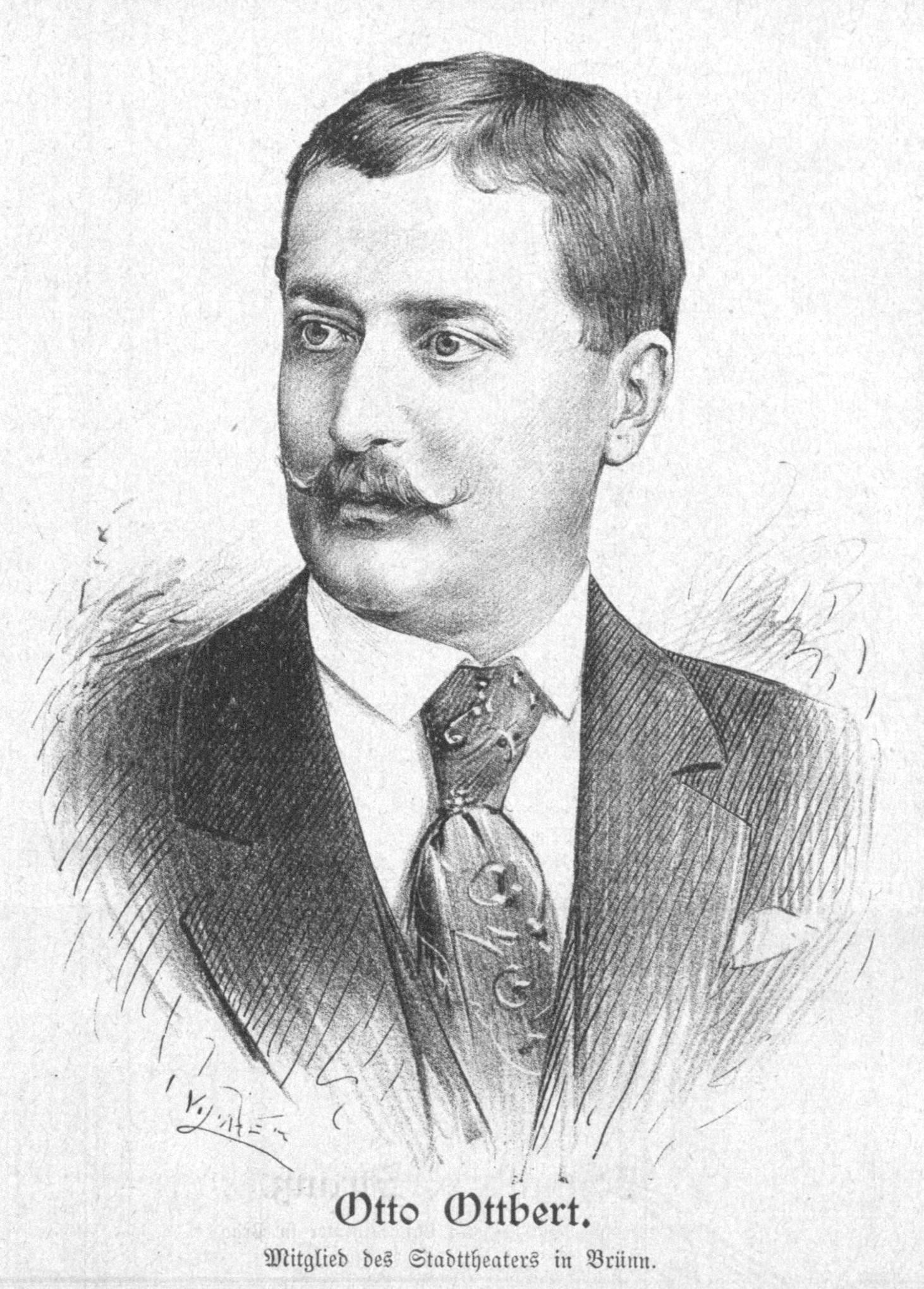
Otto Ottbert im Jahre 1892

Otto Ottbert, vollständig Otto Ottbert-Neisch (* 1852; † 1933) war ein deutscher Theaterschauspieler und -regisseur.

## Leben
Ottbert war ab Anfang der 1870er Jahre bühnentätig. Er begann in Cottbus, kam 1874 nach Rostock und wirkte hierauf drei Jahre am Hoftheater in Schwerin, kam 1878 ans Thaliatheater in Hamburg, 1879 nach Petersburg, von 1880 bis 1882 nach Leipzig, 1883 ans Residenztheater, von 1884 bis 1888 ans Wallnertheater in Berlin, begab sich 1889 nach New York ans Ambergtheater, kehrte 1891 wieder ans Wallnertheater zurück, war hierauf ein Jahr Mitglied des Stadttheaters in Brünn und trat 1894 in den Verband des Hoftheaters in Darmstadt, wo er fünf Jahre verblieb und dort auch als Lustspielregisseur wirkte.